# Luciano Asley Rocha Carlos
Luciano Asley Rocha Carlos (sinh ngày 19 tháng 6 năm 1977) là một cầu thủ bóng đá người Brasil.

## Sự nghiệp câu lạc bộ
Luciano Asley Rocha Carlos đã từng chơi cho Oita Trinita và Sagan Tosu.

## Thống kê câu lạc bộ

### J.League
| Đội          | Năm       | J.League | J.League | J.League Cup | J.League Cup | Tổng cộng | Tổng cộng |
| Đội          | Năm       | Trận     | Bàn      | Trận         | Bàn          | Trận      | Bàn       |
| ------------ | --------- | -------- | -------- | ------------ | ------------ | --------- | --------- |
| Oita Trinita | 2000      | 7        | 1        | 0            | 0            | 7         | 1         |
| Sagan Tosu   | 2000      | 15       | 9        | 0            | 0            | 15        | 9         |
| Oita Trinita | 2001      | 9        | 1        | 0            | 0            | 9         | 1         |
| Tổng cộng    | Tổng cộng | 31       | 11       | 0            | 0            | 31        | 11        |